# 忻县地区
忻县地区是中国山西省已经撤销的一个地区。

## 历史沿革
1970年忻县专区改称忻县地区，地区驻忻县。辖忻县、原平、代县、繁峙、五台、定襄、静乐、岚县（驻东村）、兴县、岢岚、保德、五寨、河曲、偏关、神池、宁武等16县。1971年将兴县、岚县划归吕梁地区。忻县地区辖14县。1983年，忻县改为忻州市，忻县地区改为忻州地区。2000年改设地级忻州市。